# Сизиков Валентин Васильович
Валенти́н Васи́льович Сізіков (23 червня 1918, Барнаул — 2005) — український живописець і педагог. Народний художник УРСР

## Біографія
Народився у с. Шуригіно Барнаульського р-ну Алтайского краю.
У 1940г. вступив до Харківського художнього інституту. Вчився у відомих українських художників-педагогів: заслуженого діяча мистецтв УРСР професора Семена Прохорова та професора Олексія Кокеля. Закінчив 1949 р.
1949—2005 — викладав у Харківському художньому інституті (асистент, з 1952 — старший преподаватель, з 1960 — доцент, з 1976 — професор кафедри малюнку).
Брав участь у виставках: республіканських (з 1949), всесоюзних (з 1951), зарубіжних (з 1955).
З 1953 р. по 1987 р. беззмінно очолював Харківську організацію Союза художників УРСР. Обирався: членом Президіума, секретарем правління СХ УРСР (1953—1987), головою Центральної ревкоміссії СХ СРСР (1957—1963), членом правління СХ СРСР (1963—1987), делегатом ІІ-VII з'їздів союзу художників УРСР, І-VI з'їздів союзу художників УРСР.
У 1960 р. було присвоєно звання Заслуженого діяча мистецтв УРСР, у 1967р нагороджений орденом Трудового Червоного Прапора, у 1970 р. — медаллю «За доблесну працю», у 1974 р. присвоєно звання Народного художника України, у 1976 р. — звання професора, у 1978 р. нагороджений Почесною грамотою Президіум Верховної Ради УРСР. У 1998 нагороджений знаком «Відмінник освіти України»; стипендіат Президенту України, 2001 р. — Лауреат регіонального рейтингу «Харків'янин століття».
Помер у 2005 р.

## Основні твори
- «В. Маяковський серед молодь» (1949)
- «Харків'янки» (1960)
- «Харківське море» (1964)
- «Далі Полтавщини» (1972)

Портрети:
- токаря В. П. Дианя (1951)
- доярки Л. П. Луценко (1955)
- генерала Л. Свободи (1961)
- М. Скрипника (1965)
- поета Б. Котлярова (1981)
- механізатора В. Федорченка (1984)
- народного лікаря СРСР О. Довженка (1985)
- співачки Л. Стрельченко (1989)